# Aprionella unicolor
Aprionella unicolor är en skalbaggsart som beskrevs av Gilmour 1959. Aprionella unicolor ingår i släktet Aprionella och familjen långhorningar. Inga underarter finns listade i Catalogue of Life.